# Цюцьково
Цюцьково (пол. Ciućkowo) — село в Польщі, у гміні Вишогруд Плоцького повіту Мазовецького воєводства.
Населення — 224 особи (2011).
У 1975-1998 роках село належало до Плоцького воєводства.

## Демографія
Демографічна структура станом на 31 березня 2011 року:
|          | Загалом | Допрацездатний вік | Працездатний вік | Постпрацездатний вік |
| -------- | ------- | ------------------ | ---------------- | -------------------- |
| Чоловіки | 107     | 15                 | 79               | 13                   |
| Жінки    | 117     | 19                 | 65               | 33                   |
| Разом    | 224     | 34                 | 144              | 46                   |